# Завьялов, Дарья
Дарья Завьялов, в замужестве Качмарек (пол. Daria Zawiałow (Kaczmarek); род. 18 августа 1992, Кошалин) — польская певица, автор текстов и композитор.

## Биография
Фамилия Завьялов — русского происхождения; русским был прадед певицы по отцу.

### Образование
В подростковом возрасте обучалась музыке в студии поэзии и песни в центре культуре города Кошалин. После окончания гимназии уехала в Варшаву, чтобы там с сентября 2008 года продолжить своё музыкальное образование.

### Музыкальная карьера

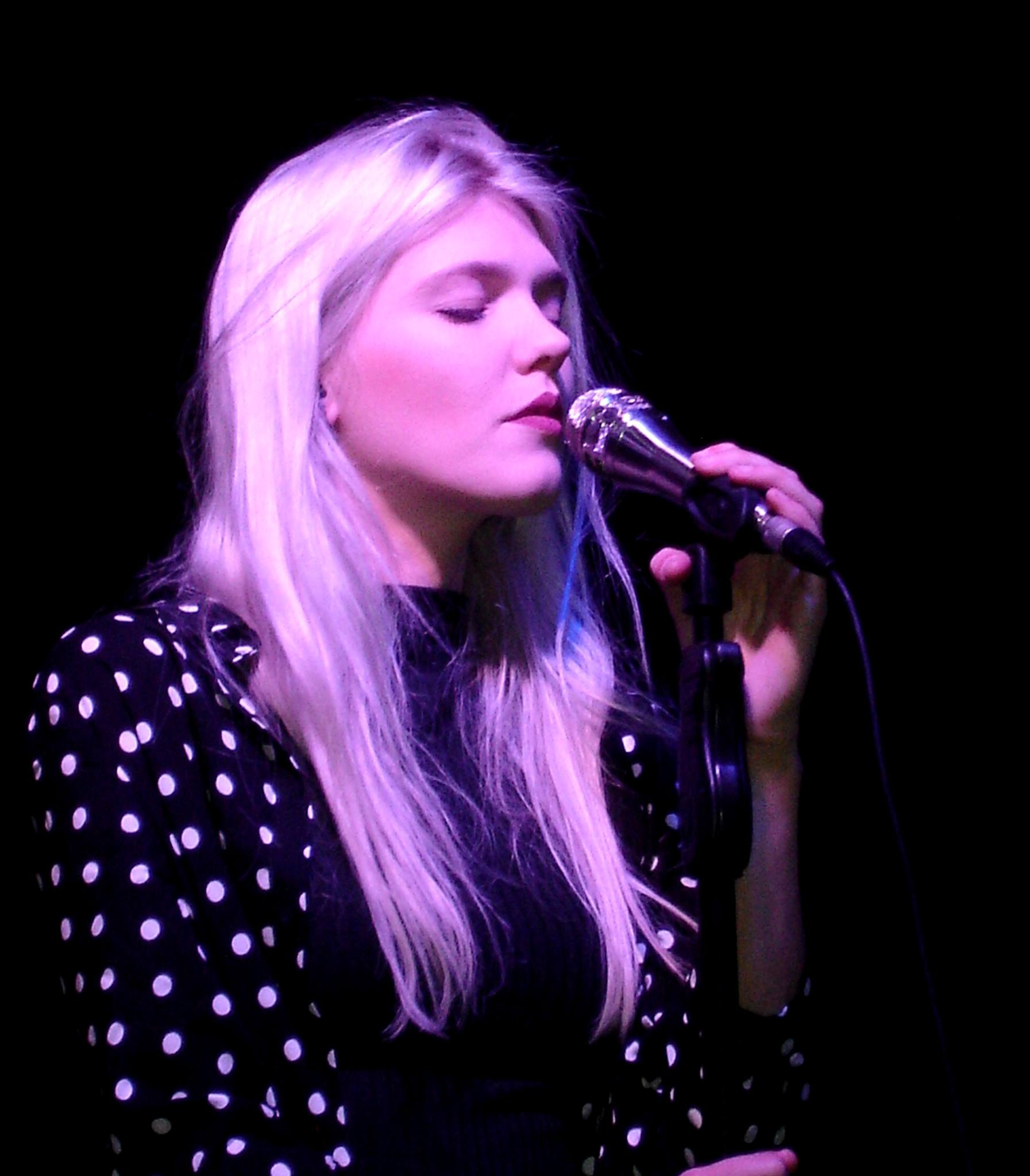
Дарья Завялов (2017)

Широкому польскому зрителю Дарья стала известна в 2011 году после участия в шоу «Mam talent!» (польская версия «Got Talent»), где она дошла до полуфинала. В 2012 году под псевдонимом D.A.R.I.A. певица выпускает свой дебютный сингл «Half way to heaven». В 2013 и 2014 Дарья принимала участие в третьем и четвёртом сезонах шоу «X-Factor», в четвёртом сезоне ей удалось пробиться в финальную часть проекта. В октябре 2014 года она побеждает в конкурсе молодых артистов, который проходит в рамках фестиваля «Pejzaż bez Ciebie». Спустя два года (весной 2016) побеждает в конкурсе в рамках фестиваля «Byłaś serca biciem». В том же году она выигрывает гран-при на «Przegląd Piosenki i Ballady Filmowej» в Торуни.
В 2016 году Дарья принимает участие в конкурсе молодых исполнителей в рамках 13-го фестиваля Национальной польской песни в Ополе с песней «Malinowy chruśniak». За участие в фестивале была отмечена премией имени Анны Янтар и призом Польского Радио. 3 июня выходит клип на песню «Malinowy chruśniak». Также данная композиция в течение 11 недель подряд оставалась в чартах программы Третьего Польского Радио (PR3). Осенью выходит второй сингл «Kundel bury».Видеоклип на данную композицию набрал более 8 миллионов просмотров на YouTube.
В феврале 2017 Дарья впервые исполнила вживую дебютный материал во время концерта в Студии им. Агнешки Осецкой. Весь концерт транслировался в эфире Третьего Польского Радио. 3 марта выходит дебютный альбом «A kysz!» в который вошло 11 композиций. Альбом дебютировал с 7-го места в национальном чарте. 3 июня певица выступила на большой сцене Orange Warsaw Festival. 6 октября выходит расширенная версия дебютного альбома, куда вошли несколько новых песен, включая композицию «Na skróty».

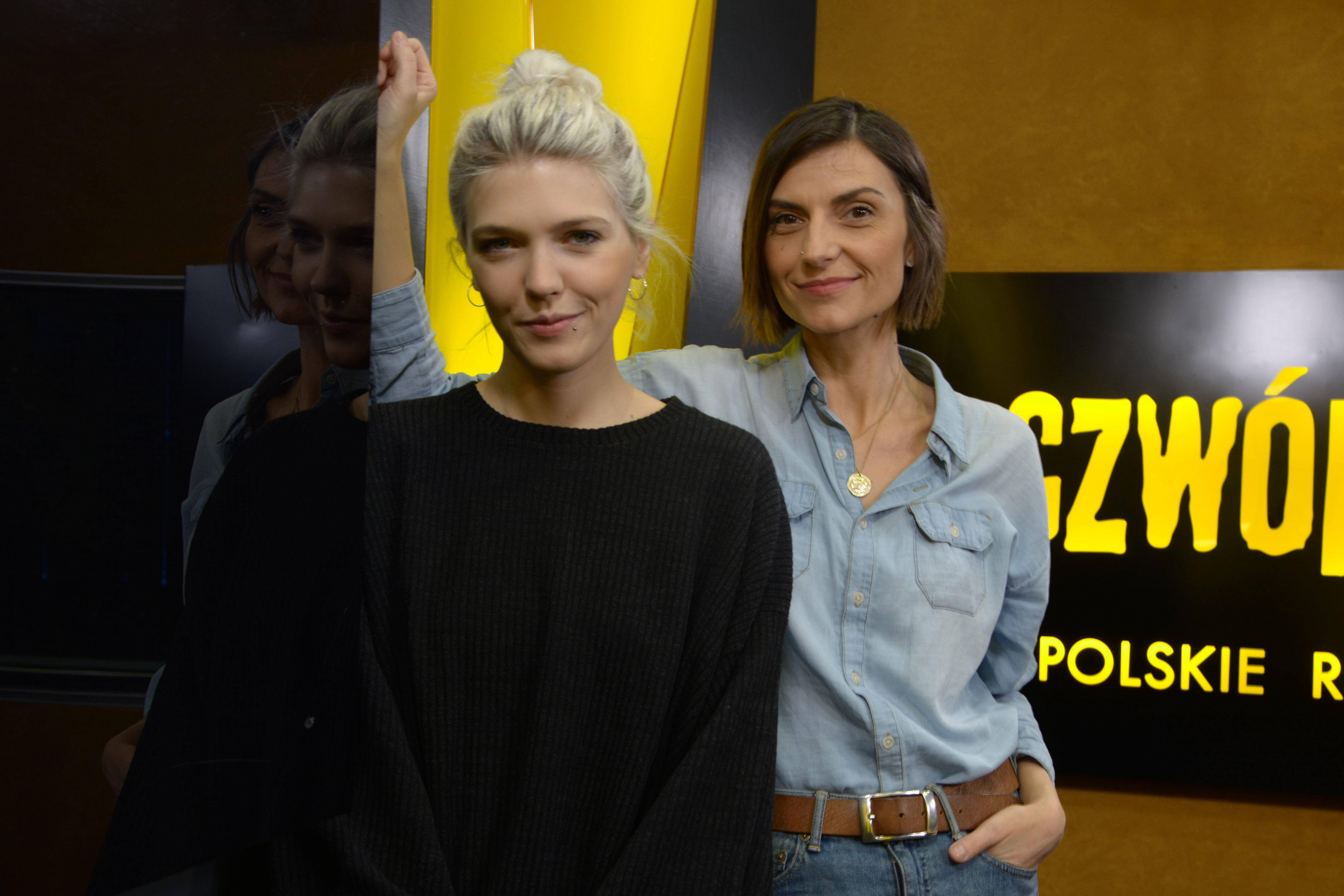
Дарья Завьялов и Уля Качиньская на радио Czwórka (2019)

28 сентября 2018 года выходит сингл «Nie dobiję się do Ciebie», который ознаменовал скорый выход второго альбома «Helsinki».. Второй альбом стартовал с 5-й позиции в национальном чарте. В октябре 2019 Дарья была номинирована на премию MTV Europe Music Awards 2019 в категории «Лучший польский исполнитель».

Во время пандемии COVID-19 совместно с Михаилом Кушем приняла участие в акции #Hot16Challenge содействующей сбору средств для медицинского персонала.

С января 2021 Дарья ведет собственную музыкальную программу под названием Pewex в эфире Radio 357
Также в январе она выпустила сингл «Kaonashi», первый трек из её третьего студийного альбома. 8 апреля выпустила второй трек, анонсирующий альбом — «Za krótki sen», который она записала совместно с Давидом Подсядло.

### Личная жизнь
21 мая 2016 года Дарья вышла замуж за Томаша Качмарека, бывшего гитариста польской ска-группы Cała Góra Barwinków. В настоящее время Томаш входит в состав музыкальной группы Дарьи. Пара познакомилась во время участия в четвёртом сезоне польской версии Х-Фактора.
После вступления в брак Дарья взяла фамилию мужа, однако свою творческую карьеру продолжила под девичьей фамилией.

## Дискография

### Студийные альбомы
| Год  | Детали                                                                                                   | Наивысшая позиция в чартах | Сертификации      | Продажи        |
| Год  | Детали                                                                                                   | POL                        | Сертификации      | Продажи        |
| ---- | --- | -------------------------- | ----------------- | -------------- |
| 2017 | A kysz! - Релиз: 3 марта 2017 - Лейбл: Sony Music - Формат: CD, цифровая дистрибуция                     | 7                          | - POL: платиновый | - POL: 30 000+ |
| 2019 | Helsinki - Релиз: 8 марта 2019 - Лейбл: Sony Music - Формат: CD, грампластинка, цифровая дистрибуция     | 5                          | - POL: платиновый | - POL: 30 000+ |
| 2021 | Wojny i noce - Релиз: 11 июня 2021 - Лейбл: Sony Music - Формат: CD, грампластинка, цифровая дистрибуция | 2                          |                   |                |

### Синглы
Как D.A.R.I.A
| Год  | Название             | Наивысшая позиция в чартах | Наивысшая позиция в чартах | Наивысшая позиция в чартах | Наивысшая позиция в чартах | Сертификации | Продажи | Альбом |
| Год  | Название             | POL (airplay)              | POL (airplay nowości)      | LP3                        | SLiP                       | Сертификации | Продажи | Альбом |
| ---- | -------------------- | -------------------------- | -------------------------- | -------------------------- | -------------------------- | ------------ | ------- | ------ |
| 2012 | «Half way to heaven» | -                          | -                          | -                          | -                          | -            | -       | -      |

Как Daria Zawiałow
| Год                                                         | Название                                                                                         | Наивысшая позиция в чартах | Наивысшая позиция в чартах | Наивысшая позиция в чартах | Наивысшая позиция в чартах | Наивысшая позиция в чартах | Наивысшая позиция в чартах | Сертификации      | Продажи        | Альбом                      |
| Год                                                         | Название                                                                                         | POL (airplay)              | POL (airplay nowości)      | LP3                        | SLiP                       | PiK                        | RMF FM                     | Сертификации      | Продажи        | Альбом                      |
| ----------------------------------------------------------- | ------------------------------------------------------------------------------------------------ | -------------------------- | -------------------------- | -------------------------- | -------------------------- | -------------------------- | -------------------------- | ----------------- | -------------- | --------------------------- |
| 2016                                                        | «Malinowy chruśniak»                                                                             | -                          | -                          | 11                         | -                          | -                          | -                          | - POL: платиновый | - POL: 20 000+ | A kysz! (+ переиздание)     |
| 2016                                                        | «Kundel bury»                                                                                    | -                          | -                          | 13                         | 46                         | -                          | -                          | - POL: золотой    | - POL: 10 000+ | A kysz! (+ переиздание)     |
| 2017                                                        | «Miłostki»                                                                                       | -                          | -                          | -                          | -                          | -                          | -                          | - POL: золотой    | - POL: 10 000+ | A kysz! (+ переиздание)     |
| 2017                                                        | «Lwy»                                                                                            | -                          | -                          | 28                         | -                          | -                          | -                          |                   |                | A kysz! (+ переиздание)     |
| 2017                                                        | «Na skróty»                                                                                      | -                          | -                          | 23                         | -                          | -                          | -                          |                   |                | A kysz! (+ переиздание)     |
| 2017                                                        | «Jeszcze w zielone gramy»                                                                        | -                          | -                          | 1                          | 23                         | 1                          | -                          | - POL: платиновый | - POL: 20 000+ | Plan B (OST)                |
| 2018                                                        | «Nie dobiję się do Ciebie»                                                                       | -                          | -                          | 11                         | 48                         | 29                         | -                          | - POL: золотой    | - POL: 10 000+ | Helsinki                    |
| 2019                                                        | «Szarówka»                                                                                       | -                          | -                          | 1                          | 19                         | 1                          | -                          | - POL: золотой    | - POL: 10 000+ | Helsinki                    |
| 2019                                                        | «Hej Hej!»                                                                                       | 1                          | 1                          | 1                          | 1                          | 1                          | 1                          | - POL: золотой    | - POL: 10 000+ | Helsinki                    |
| 2019                                                        | «Czy Ty słyszysz mnie?» (совместно: Ralph Kaminski, schafter)                                    | -                          | -                          | 24                         | -                          | -                          | -                          |                   |                | -                           |
| 2019                                                        | «Punk Fu!»                                                                                       | 2                          | 1                          | 7                          | 8                          | 1                          | 1                          | - POL: платиновый | - POL: 20 000+ | Helsinki                    |
| 2020                                                        | «Gdybym miała serce»                                                                             | -                          | -                          | 1                          | 11                         | 3                          | -                          |                   |                | Helsinki                    |
| 2020                                                        | «Helsinki»                                                                                       | 16                         | 1                          | 8                          | 6                          | 3                          | 2                          |                   |                | Helsinki                    |
| 2020                                                        | «Świt» (Męskie Granie Orkiestra: Daria Zawiałow, Król и Igo)                                     | 1                          | 4                          | X                          | 1                          | 23                         | 1                          | - POL: платиновый | - POL: 20 000+ | Męskie Granie 2020          |
| 2020                                                        | «Nie mamy czasu»                                                                                 | -                          | -                          | X                          | 43                         | 8                          | -                          |                   |                | Helsinki (edycja specjalna) |
| 2020                                                        | «Płoną góry, płoną lasy» (Męskie Granie Orkiestra: Daria Zawiałow, Król и Igo)                   | 70                         | 5                          | X                          | -                          | 7                          | -                          |                   |                | Męskie Granie 2020          |
| 2021                                                        | «Kaonashi»                                                                                       | 4                          | 2                          | X                          | 4                          | 1                          | 1                          | - POL: золотой    | - POL: 10 000+ | Wojny i noce                |
| 2021                                                        | «Za krótki sen» (вместе с Подсядло, Давид)                                                       | 7                          | 1                          | X                          | 1                          | 5                          | 1                          | - POL: платиновый | - POL: 20 000+ | Wojny i noce                |
| 2021                                                        | «Wojny i noce»                                                                                   | -                          | -                          | X                          | 27                         | -                          | -                          |                   |                | Wojny i noce                |
| 2021                                                        | «I Ciebie też, bardzo» (Męskie Granie Orkiestra: Daria Zawiałow, Dawid Podsiadło и Vito Bambino) | 3                          | 2                          | X                          | 1                          | 2                          | 1                          |                   |                | Męskie Granie 2021          |
| Символ «—» означает, что релиз не участвовал в данном чарте |                                                                                                  |                            |                            |                            |                            |                            |                            |                   |                |                             |